# Université d'Afrique de l'Est
Vous pouvez aider à l'améliorer ou bien discuter des problèmes sur sa page de discussion.
- Il ne cite pas suffisamment ses sources. Vous pouvez indiquer les passages à sourcer avec {{référence nécessaire}} ou {{Référence souhaitée}}, et inclure les références utiles en les liant aux notes de bas de page. (Marqué depuis avril 2024)
- Certaines informations devraient être mieux reliées aux sources mentionnées dans la bibliographie ou les liens externes. Améliorez sa vérifiabilité en les associant par des références. (Marqué depuis avril 2024)
- Il ne s’appuie pas, ou pas assez, sur des sources secondaires ou tertiaires. (Marqué depuis avril 2024)

- Archive Wikiwix
- Bing
- Cairn
- DuckDuckGo
- E. Universalis
- Gallica
- Google
- G. Books
- G. News
- G. Scholar
- Persée
- Qwant
- (zh) Baidu
- (ru) Yandex
- (wd) trouver des œuvres sur Wikidata

L’université d'Afrique de l'Est, Baraton (en anglais : University of Eastern Africa, Baraton ou UEAB) est une des universités privées de l'Église adventiste du septième jour située à Baraton au Kenya. 

## Campus

### Histoire
L'adventisme démarra au Kenya en 1906 aux alentours du lac Victoria. En 1928, le College adventiste de Kamagambo fut établi près de la ville de Kisii. L'Église adventiste du septième jour créa de nombreuses écoles primaires et secondaires au Kenya, mais pendant longtemps il n'y avait aucune institution d'éducation tertiaire. En octobre 1978, le comité de la Division de l'Afrique et du Moyen-Orient décida d'établir une université pour les besoins de l'Afrique de l'Est. Le gouvernement du Kenya accorda l'autorisation à l'Église adventiste d'utiliser une propriété de 1,37 km2 à Baraton sur laquelle se trouvait une station de recherche sur les animaux. En janvier 1980, les cours démarrèrent dans cette structure temporaire. Depuis, elle a été remplacée par des bâtiments modernes et fonctionnels. En septembre 1987, l'institution devint une université.           

### Organisation
L'université d'Afrique de l'Est est située dans le district de Nandi dans la province de la vallée fertile du Rift, à environ 320 km au nord-ouest de Nairobi, la capitale du Kenya, et à 48 km au sud-ouest d'Eldoret. La ville la plus proche est Kapsabet, à 16 km du campus. Le site se trouve à seulement 29 km du nord de l'équateur. Mais étant placé en altitude (1 955 m), le climat est printanier toute l'année. Le mont Elgon (4 296 m) est visible du campus.     
Baraton décerne des baccalaureate degrees (des licences) en éducation, anglais, géographie, histoire, swahili, religion, théologie, comptabilité, management, marketing, bureautique, counselling, agriculture, biologie, chimie, home economics, mathématiques, infirmerie, nutrition, santé publique, technologie et zoologie.
Baraton décerne des masters en éducation, counselling et MBA. L'université est affiliée à l'université adventiste d’Afrique et à l'université de Loma Linda (pour le master de santé publique). Elle a un partenariat avec l'université du KwaZulu-Natal pour le master en infirmerie.  
Baraton possède aussi un Centre de recherche Ellen White, affilié au Ellen G. White Estate.